# Nieżynka
Nieżynka (ros. Нежинка) – wieś (sieło) w Rosji, w obwodzie orenburskim, w rejonie orenburskim. W 2010 liczyła 5906 mieszkańców.